# Sytuacja prawna i społeczna osób LGBT w Luksemburgu

## Prawo a dyskryminacja osób homoseksualnych
Luksemburg należy do krajów, w których najwcześniej na świecie zniesiono karalność seksu homoseksualnego. Kontakty homoseksualne zostały zalegalizowane w Luksemburgu w 1795 roku, a w 1992 roku zrównano ze sobą wiek osób legalnie dopuszczających się kontaktów homo- i heteroseksualnych - wynosi on 16 lat.

## Ochrona prawna przed dyskryminacją
Luksemburskie prawo gwarantuje ogólny zakaz dyskryminacji przez wzgląd na orientację seksualną. Został on zawarty w kodeksie karnym i obejmuje różne dziedziny życia, w tym miejsce pracy. Przepisy te obowiązują w kraju od 1997 roku. Prawo to zakazuje również homofobicznych wypowiedzi.
Geje, lesbijki i biseksualiści nie są wykluczeni ze służby wojskowej z powodu swojej orientacji seksualnej.
Azyl
Luksemburskie przepisy prawne nie przyznają prawa osobom do ubiegania się o azyl polityczny z powodu prześladowań przez wzgląd na orientację seksualną we własnym kraju.

## Uznanie związków osób tej samej płci
W 2004 roku w Luksemburgu zalegalizowano związki partnerskie par tej samej i przeciwnej płci. Dają one tylko część praw z tych, jakie mają małżeństwa heteroseksualne, m.in. wykluczają adopcję dzieci przez pary homoseksualne. Ustawa ta jest podobna do francuskiej ustawy PACS.
20 lipca 2009 roku rząd zapowiedział skierowanie do parlamentu ustawy legalizującej małżeństwa osób tej samej płci.
W trakcie debaty parlamentarnej, 19 stycznia 2010 roku, minister sprawiedliwości François Biltgen zapowiedział, że ustawa będzie gotowa do lata 2010. 9 lipca rząd przyjął projekt ustawy. 10 sierpnia projekt został złożony w parlamencie.

## Życie osób LGBT w kraju
Luksemburczycy należą do społeczeństw bardzo tolerancyjnych wobec gejów i lesbijek.
Według sondażu Eurobarometr, wykonanego na zlecenie UE w 2006 roku, 58% Luksemburczyków popiera zalegalizowanie małżeństw homoseksualnych, a 39% prawa adopcyjne dla osób tej samej płci.
W Luksemburgu istnieje mała scena gejowska, skoncentrowana w stolicy - Luksemburgu. Miasto to dysponuje trzema lokalami gejowskimi.
Działa tam kilka organizacji zajmujących się niesieniem pomocy przedstawicielom LGBT, w tym
Rosa Lëtzebuerg założona w 1996 roku.
Każdego roku ulicami stolicy maszerują parady CSD.